# Hypnum cyclophyllotum
Hypnum cyclophyllotum là một loài Rêu trong họ Hypnaceae. Loài này được Holz. mô tả khoa học đầu tiên năm 1896.